# Gerardo Díaz Vázquez
Gerardo Díaz Vázquez (* 25. Mai 1966 in La Angostura, Jalisco) ist ein mexikanischer Geistlicher und römisch-katholischer Bischof von Colima.

## Leben
Gerardo Díaz Vázquez studierte am Priesterseminar des Bistums San Juan de los Lagos und empfing am 1. Mai 1993 die Priesterweihe. Nach weiteren Studien erwarb er das Lizenziat in Familienpastoral am Päpstlichen Institut Johannes Paul II. für Studien zu Ehe und Familie in Rom.
Neben Tätigkeiten in der Pfarrseelsorge, zuletzt in Tepatitlán, war er in verschiedenen Funktionen für die Familienseelsorge im Bistum und auf der Ebene der Kirchenprovinz Guadalajara verantwortlich. Außerdem war er als Studienpräfekt und Professor am Priesterseminar von San Juan de los Lagos tätig.
Papst Franziskus ernannte ihn am 22. August 2014 zum Bischof von Tacámbaro. Die Bischofsweihe spendete ihm der Apostolische Nuntius in Mexiko, Erzbischof Christophe Pierre, am 22. Oktober desselben Jahres. Mitkonsekratoren waren der Bischof von San Juan de los Lagos, Felipe Salazar Villagrana, und der Bischof von Zamora, Javier Navarro Rodríguez.
Am 13. Mai 2023 ernannte ihn Papst Franziskus zum Bischof von Colima. Die Amtseinführung fand am 13. Juli desselben Jahres statt.
In der mexikanischen Bischofskonferenz ist er Präsident der Kommission für die Familie, die Jugend und die Heranwachsenden, die Laien und das Leben.